# Крила Фенікса
«Крила Фенікса» (англ. Wings Phoenix) — одна з провідних волонтерських організацій допомоги українським військовим у зоні АТО. Займається технічним, побутовим та медичним забезпеченням, а також психологічною підтримкою.

## Історія
Організацію заснував український підприємець Юрій Бірюков. Вона почала роботу 4 березня 2014 року. Влітку 2014 в ній нараховувалося 20-30 постійних членів. Станом на червень 2016 з об'єднанням співпрацюють близько 100 волонтерів.
Станом на початок червня 2014 організація зібрала понад 4,5 млн гривень пожертв, на початок липня — понад 10 млн, на кінець липня — майже 20 млн, на вересень — близько 50 млн. Станом на серпень 2016 фонд звітує про збір 60 млн грн. 2014 року організація отримувала до 750 тис. грн на день.
У серпні 2014 засновник «Крил Фенікса» Юрій Бірюков був призначений радником президента, а в жовтні — помічником міністра оборони з питань речового забезпечення армії. Співробітниками Міноборони стали й деякі інші члени організації — Тетяна Ричкова, Неллі Стельмах та Діана Петреня.
У складі «Крил Фенікса» починала діяльність волонтерська група Combat-UA, яка згодом стала окремим благодійним фондом.

## Діяльність
Фонд «Крила Фенікса» виник на хвилі російської інтервенції в Україну та, як наслідок, великих матеріальних втрат, які несла та продовжує нести українська армія під час збройних сутичок з військовими РФ та проросійськими сепаратистами на Донбасі. Опікується переважно технічним забезпеченням Збройних сил України (здебільшого амуніцією), але при цьому й постачає ліки для поранених в ході бойових дій солдатів армії України, здійснює відновлення споруд, у яких базуються українські військові тощо. Кожний напрям діяльності висвітлюється на окремій сторінці на сайті фонду, де доступний і звіт про пожертви та витрати по цьому напряму.
«Крила Фенікса» також беруть участь у відновленні літальних транспортних засобів, які належать Збройним силам України. Юрій Бірюков, голова фонду, відгукнувшись на прохання українських військових допомогти полагодити літак Ан-26, виділив 300 тисяч гривень користуючись зі своєї організації на заміну компонентів, після чого несправний раніше літак став до лав армії України. Потреба в ньому особливо загострилася після того, як сепаратистами на Донбасі був знищений транспортний літак Іл-76, внаслідок чого загинуло 49 осіб, які знаходилися на його борту. Крім того, до напрямів роботи організації входить безпілотна авіація для військ спецпризначення.
Станом на травень 2014 «Крилами Фенікса» придбано понад 1 тис. бронежилетів. Також для Збройних сил України фондом були придбані та продовжують закуповуватися куленепробивні шоломи й переносні рації, спеціальні матеріали для укріплення блокпостів, протикумулятивні екрани для БМП, броньовані автомобілі, засоби гігієни, взуття, одяг, їжа, білизна, тепловізори, далекоміри тощо.
Члени фонду «Крила Фенікса» за власні кошти побудували в Миколаєві для Десятої сакської морської авіаційної бригади спеціальну споруду, в якій розміщено інженерно-технічний склад даної бригади.
2014 року в Миколаєві за ініціативою Бірюкова був створений десантний добровольчий батальйон «Фенікс» у складі 79-ї бригади.
Станом на серпень 2016 фонд веде проєкти допомоги таким військовим формуванням:
- 10-та Сакська бригада морської авіації;
- 15-та Бориспільська бригада транспортної авіації;
- 25-та Дніпропетровська повітряно-десантна бригада;
- 26-та Бердичівська артилерійська бригада;
- 30-та окрема механізована бригада;
- 72-га окрема гвардійська механізована бригада;
- 79-та Миколаївська окрема аеромобільна бригада;
- 95-та окрема аеромобільна бригада;
- 3-й та 8-й окремі полки спеціального призначення ГУР МО України.

Проєкти допомоги деяким формуванням (наприклад, Бердянському прикордонному загону) вже виконано до кінця.

## Оцінки
- За оцінкою експертів, опитаних Асоціацією благодійників України, за підсумками роботи у 2014[30] та 2015[31] роках «Крила Фенікса» входять до числа благодійних і волонтерських організацій, які діють найбільш ефективно, публічно та прозоро. Крім того, за підсумками роботи у 2014 році ініціатива потрапила до переліку найефективніших благодійних і волонтерських проєктів, спрямованих на розв'язання суспільних проблем[30].

## Відзнаки
У грудні 2022 організація отримала відзнаку «Варті» в номінації «Регулярна допомога» від компанії «Нова пошта»